# دار يوس الثالث
داريوش الثالث (380-330 قبل الميلاد)، إٍسمه الأصلي هو آرتاشتا ويدعوه اليونانيون كودومانوس. كان آخر ملوك الفترة الاخمينية في بلاد فارس وحكم من عام 336 ق.م حتى عام 330 ق.م. إعتمد آرتاشتا اسم داريوش كاسم الحكم. اطيحت بمملكته من قبل الإسكندر الأكبر في معركة شهيرة حدثت عام 330 قبل الميلاد حيث هزم جيشه من قبل الجيش العملاق لاسكندر وفر داريوش من المعركة إلى بلخ تاركا وراءه حتى افراد عائلته الذين أخذوا كسبايا. ولكن عاملهم الاسكندر معاملة الملوك. قتل داريوش الثالث على يد أحد رجاله.
و كان له اثنتا عشر بنت و تزوج الاسكندر بالكبرى